# Фрейя
Фре́йя (др.-сканд. Freyja — дама); также Вана́дис (др.-сканд. Vanadís — дочь Ванов); Ге́фна, Хёрн, Мардёлл, Сюр, Вальфре́йя (др.-сканд. Gefn, Hörn, Mardöll, Sýr, Valfreyja) — в германо-скандинавской мифологии богиня любви, жительница Асгарда.

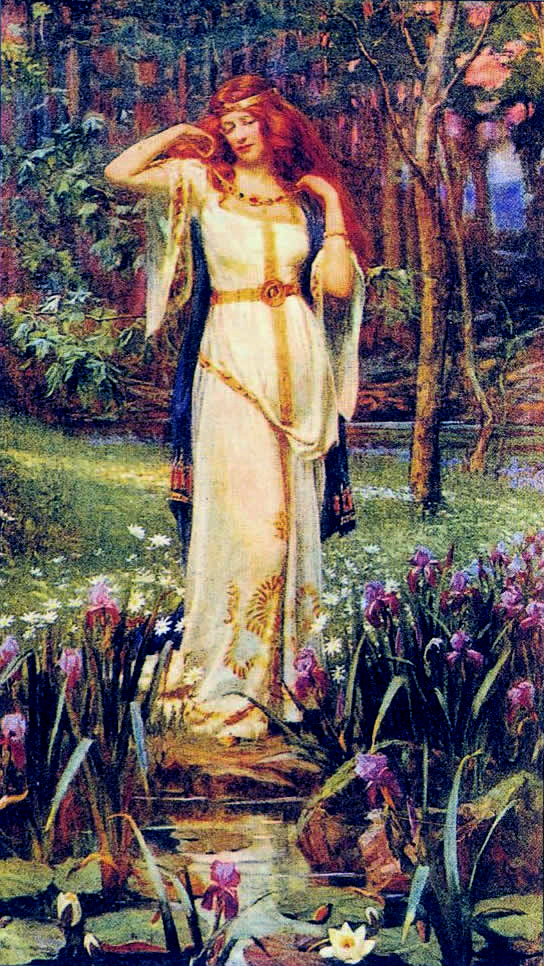
«Фрейя с ожерельем», Дж. Д. Пенроуз, ок. 1913

## Характеристика
Фрейя происходит из рода ванов, и она — дочь вана Ньёрда. Ньёрд — приёмный сын Одина; ваны оставили Ньёрда в Асгарде заложником после того, как ваны и асы заключили между собой мир.
В Асгарде Фрейя — первая после Фригг. Равных ей по красоте не было и нет во всем мире ни среди богов, ни среди людей, а её сердце так мягко и нежно, что сочувствует страданию каждого существа. У Фрейи есть волшебное соколиное оперение, надев которое, можно летать в образе сокола, и золотое ожерелье Брисингамен, которое она получила, проведя ночь с четырьмя гномами. Когда Фрейя плачет, из её глаз капают золотые слезы. Кроме того, Фрейя также является предводительницей валькирий, воинственных девушек, выбирающих павших воинов для Вальгаллы. Ездит Фрейя в колеснице, запряжённой двумя котами; в качестве домашнего животного у неё — вепрь Хильдисвини. Живёт Фрейя в прекраснейшем дворце Фолькванге (Folkvang — «Поле людей», «Народное поле»), главный зал которого называется Сессрумнир (др.-сканд. Sessrúmnir, буквально: «вмещающий много сидений»).
Помимо любви, Фрейя управляет плодородием, урожаем и жатвой. Она также забирает себе половину павших воинов (вторую половину забирает себе Один). Это не означает, что она забирает себе худших воинов, чем Один; они делят павших воинов между собой.
Самым ярким символом красоты и могущества Фрейи является её золотое ожерелье — Брисингамен, созданное четырьмя кузнецами-гномами, братьями Брисингами. Фрейя не могла пройти мимо его красоты и предлагала за него дварфам различные вещи, представляющие ценность, но те установили цену в одну ночь, проведённую каждым из них с Фрейей.
Есть мнение, что после этой сделки Од покинул супругу, и та искала его, проливая слёзы: когда они касались земли, они превращались в золото, падая в море они становились янтарём.
Фрейя научила асов искусству волшебства и колдовства (сейд), которое было известно ванам.

## Влияние на культуру
- День недели «пятница» в германских языках (нем. Freitag, англ. Friday, и т. п.) назван по имени Фригг, но предполагается также контаминация с Фрейей[5].
- В 1830 г. шведский химик Н. Г. Сефстрём обнаружил новый элемент в железной руде из Таберга (Швеция) и назвал его ванадием в честь Ванадис.
- В честь Фрейи назван астероид (76) Фрейя, открытый в 1862 году.
- В честь неё же назван астероид (240) Ванадида, открытый в 1884 году.
- В честь Фрейи названа бабочка, перламутровка-фрейя Boloria freija (Becklin im Thunberg, 1791)
- Freya — род аранеоморфных пауков из подсемейства Aelurillinae в семействе пауков-скакунов (Salticidae).
- В датском гимне есть строчка: «Og det er Frejas sal», что переводится как «это и есть обитель Фрейи».